# Ian Boubila
Pas d'image ? Cliquez ici

a Compétitions nationales et continentales officielles uniquement.

b Matchs officiels uniquement.
Dernière mise à jour le 7 septembre 2024.
Ian Boubila, né le 17 janvier 2002 à Montauban, est un joueur français de rugby à XV qui joue au poste de talonneur à Provence Rugby, prêté par le Stade toulousain.

## Biographie

### Jeunesse et formation
D'origine mauricienne par sa mère et ariégeoise par son père, Ian Boubila naît à Montauban. Il commence le rugby en 2007, un peu avant l'âge de cinq ans, au SC Nègrepelisse. Il y joue durant cinq années, puis intègre l'école de rugby de l'US Montauban en 2012. Il rejoint ensuite le Stade toulousain en cadets, en 2017, à travers le pôle espoir à Jolimont,. Avec les espoirs du Stade toulousain, il est champion de France espoirs en 2021, lorsqu'il bat l'USAP en finale (29-22). Durant cette finale, il n'est pas titulaire, mais entre en jeu à la place de Guillaume Cramont en seconde période,.
En début d'année 2021, il intègre également l'équipe de France des moins de 20 ans développement, pour y jouer un match contre les espoirs italiens. Il joue ce match que la France gagne 25 à 24.

### Débuts professionnels au Stade toulousain (depuis 2021)
Lors de la saison 2021-2022, le Stade toulousain connaît une pénurie au poste de talonneur puisque Julien Marchand et Peato Mauvaka sont régulièrement appelés en équipe de France et que Guillaume Marchand est prêté au LOU. Il manque alors un talonneur pour suppléer Guillaume Cramont. Il profite alors de cette situation pour apparaître pour la première fois sur une feuille de match chez les professionnels le 31 octobre 2021, lors de la neuvième journée de Top 14, face au Racing 92,,. À seulement 19 ans, il joue alors le premier match professionnel de sa carrière à cette occasion, quand il entre en jeu durant la deuxième mi-temps de la rencontre,. Il connaît même sa première titularisation trois mois plus tard, durant la seizième journée de championnat, encore une fois face au Racing, palliant l'absence de Cramont. Il joue au total neuf rencontres dont une seule en tant que titulaire pour sa première saison avec les professionnels.
La saison suivante, en 2022-2023, la situation est la même pour Ian Boubila, qui est considéré comme le quatrième talonneur du Stade toulousain. À la mi-saison, il prolonge son contrat avec son club formateur de trois saisons, soit jusqu'en 2026.
Cette saison, il participe également au championnat de France espoirs qui voit son équipe atteindre la finale. Pour cette rencontre face à l'Union Bordeaux Bègles, Ian Boubila est titulaire en première ligne et son équipe s'impose 43 à 7. Il remporte ainsi cette compétition pour la seconde fois de sa carrière, après 2021,.
Pour la saison 2024-2025, il est prêté à Provence Rugby, alors qu'il était dans un premier temps courtisé par le SU Agen.

## Statistiques
| Saison                 | Club                   | Championnat | Championnat | Championnat | Coupe d'Europe | Coupe d'Europe | Coupe d'Europe |
| Saison                 | Club                   | Compétition | M           | Ess.        | Compétition    | M              | Ess.           |
| ---------------------- | ---------------------- | ----------- | ----------- | ----------- | -------------- | -------------- | -------------- |
| 2021-2022              | Stade toulousain       | Top 14      | 9           | -           | Coupe d'Europe | -              | -              |
| 2022-2023              | Stade toulousain       | Top 14      | 7           | -           | Champions Cup  |                |                |
| Total Stade toulousain | Total Stade toulousain | Top 14      | 16          | 0           | Coupe d'Europe | 0              | 0              |

## Palmarès
- Stade toulousain
  - Vainqueur du Championnat de France espoirs en 2021 et 2023
  - Finaliste du Championnat de France espoirs en 2022
  - Vainqueur du Championnat de France en 2023[N 1] et 2024[N 1]